# Idrossido di litio
L'idrossido di litio è il prodotto di idratazione dell'ossido di litio.
A temperatura ambiente si presenta come un solido incolore ed inodore e ha l'aspetto di piccoli cristalli. 
È solubile in acqua ma poco solubile in alcool etilico e etere.
L'idrossido di litio trova largo utilizzo nella fabbricazione di sali di litio o nella preparazione di saponi di litio; è utilizzato come catalizzatore nelle reazioni di esterificazione, per la preparazione di batterie alcaline e nell'industria ceramica.
È un composto corrosivo. Nel caso in cui venga a contatto con la pelle è utile lavare abbondantemente con acqua perché il litio idrossido è dannoso e molto irritante per la pelle e per le mucose.
Veniva inoltre utilizzato, in polvere, sullo Space Shuttle per eliminare l'anidride carbonica dall'aria. La CO2 a contatto con l'idrossido di litio veniva assorbita e convertita in carbonato di litio, permettendo così la sopravvivenza degli astronauti all'interno del veicolo.
{\displaystyle {\ce {2LiOH(s) + CO2(g) -> Li2CO3(s) + H2O(l)}}}